# Ivan goricai főesperes
Ivan goricai főesperes (ismert névváltozatai: Gercsei, Goriciensis, Guerche; János, Johannes, horvátul: Ivan Arhiđakon Gorički, Daruvár környéke, 1280. körül – Zágráb?, 1353. október 18. után), horvát katolikus pap, főesperes, püspöki kancellár, egyházi író.

## Élete
Édesanyja a Tholineg családhoz tartozott, melynek birtokai Daruvár mellett, a Toplica-patak mentén terültek el. Születési helyeként gvozdani plébánia területén fekvő Kosnát és Stubičke Toplicét említik. A legtöbb történész azt feltételezi, hogy tanulmányait a fejérkői bencés kolostorban kezdte, jogot pedig Bolognában tanult. Azt az állítást, miszerint azonos lett volna Ivan zágrábi kanonokkal, akit 1319-től említenek az okiratok megcáfolták. Feltételezhető, hogy Gazotti Ágoston zágrábi püspök közeli munkatársa volt, és a 14. század elején részt vett a székesegyházi iskola reformjában. Zágrábi kanonokként Gorica főespereseként és a püspök kancellárjaként 1329-ben említi először Kaboli László zágrábi püspök oklevele. 1331 januárjában részt vett a későbbi csanádi püspök, Kapronczai Gergely beiktatásán a Kalocsai főegyházmegyében fekvő Hay Szent Lőrinc presbitériumába.
Mint jogi ügyekben jártas egyházi személy többször képviselte a zágrábi káptalant a világi és egyházi hatóságokkal folytatott vitákban. Többször volt kiskorúak gyámja, gyakran nyújtott jogi segítséget a világi embereknek. 1333-ban a rokonok megbízásából a toplicai családi birtokot kezelte. 1338-ban a zágrábi püspököt képviselve Jakab püspöki helynökkel XII. Benedek pápánál járt Avignonban a korbavai püspökkel és a črnomelji keresztes lovagokkal a goricai főesperesség tizedének beszedése körüli vitában. 1343-ban zágrábi káptalan képviselője volt Kőrösön a horvát parlamentben. A káptalani birtokok védelmében végzett szolgálataiért 1345-ben káptalantól élete végéig megkapta Prevlaka környékét. A lepa vesi kanonoki uradalmaktól északra földet adományozott a Keresztelő Szent János-templom és a plébániaház építésére, amelyet saját költségén építtetett fel 1347-ben. A templom és az új egyházközség támogatására donja bliznai birtokát a bukovaci plébániának adományozta, ahova unokatestvérét, Blažt nevezték ki a plébánia első lelkészének. Piacenzai Jakab zágrábi püspök halála után, 1348 októberében 1350 általános helynök lett. Halálának pontos helye és ideje nem ismert, 1353 októberében említi utoljára Lendvai Miklós horvát bán oklevele.

## Történetírói munkássága
A zágrábi egyházmegye helyzetének kiváló ismerőjeként és egész Szlavónia egyik legtudósabb embereként „Statua Capituli Zagrabiensis” (korábbi nevén „Album capitulare” vagy „Liber acclavatus”) című gyűjteményes munkájában gyűjtötte össze azokat a jogi normákat, amelyek szerint a káptalant irányították. A Statutum és a zágrábi káptalan birtokjegyzékének összeállításának közvetlen oka a püspöki javak, különösen az egyházi tized bitorlása volt, amely olyan mértéket öltött, hogy 1333-ban Kažotić püspök utódja, Kaboli László vagyonelkobzással és kiközösítési büntetésekkel fenyegette meg a lázadó vazallusokat.  A káptalan „hivatalnoki rendszerének megújulása alkalmából” 1334. augusztus 9-én nyilvánosan hirdette ki a művet törvénykönyveként. Mivel a földtulajdonviszonyok, kiváltságok, kötelezettségek és jövedelmek kérdéseivel is foglalkozik, és sok, mára már elveszett okirat átiratát is tartalmazza, ez a mű Horvátország és Magyarország legrégebbi ismert telekkönyve. Emellett a zágrábi egyházmegye történetéről szóló nevezetes gazdasági, jogi és kulturális forrás, melyre minden újonnan kinevezett kanonok esküt tett.
A Statutum legrégebbi, fennmaradt kézirata 1354-ből maradt fenn, melyet ma a káptalan levéltára őriz. A Statutum bevezetőként szolgált az ún. Zágrábi krónikához és a zágrábi püspökök 1350-es névsorához (Lista). A történetírásban az a vélemény uralkodik, hogy a Krónika és a Lista egy másik szerző műve. Ivan főesperes szerzősége a 11. századi horvát-magyar kapcsolatokat tárgyaló ún. „Odlomka ljetopisa” (Krónikarészlet) című műben, amely csak Baltazar Adam Krčelić „De regnis Dalmatiae, Croatiae, Sclavoniae notitiae praeliminares” (Zágráb 1770) című munkájában őrződött meg, szintén kétséges.

## Főbb művei
- Statuti Zagrebačkoga kaptola (A Zágrábi káptalan statutuma, 1334.)
- Zagrebačka kronika (Zágrábi krónika, 1334.)